# George Bannatyne

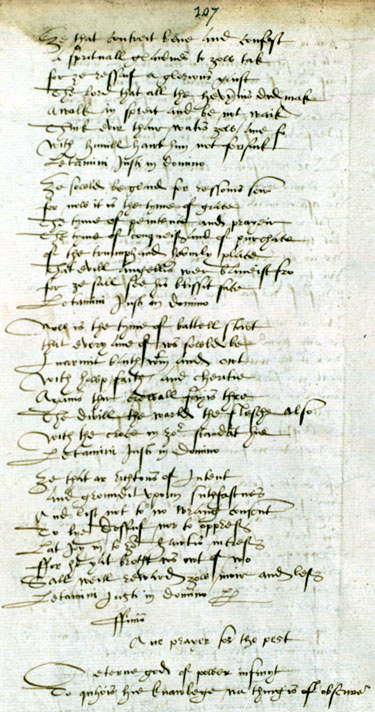
Une page de The Bannatyne Manuscript. (National Library of Scotland)

George Bannatyne (1545–1608) est un commerçant et un bourgeois d'Édimbourg.
Cependant, il est rendu plus célèbre par sa collection de poèmes écossais.
Il est né dans l' Angus. Il a constitué une anthologie de la poésie en langue écossaise.
Son travail comprend huit cents pages in folio. Il est divisé en cinq parties.

## Le manuscrit Bannatyne
Le Manuscrit Bannatyne, avec les manuscrits Asloan et Maitland, est une des plus importantes sources pour la littérature écossaise du Moyen Âge (Middle Scots).
Il contient de nombreux travaux de Robert Henryson, William Dunbar, David Lyndsay, Alexander Scott et Alexander Montgomerie.
Le document a été transmis par Bannatyne à ses descendants et, après plusieurs détenteurs privés, à la Bibliothèque des avocats d'Édimbourg.
Le document est maintenant la propriété de la Bibliothèque nationale d'Écosse, National Library of Scotland.

## Récentes études
Les études les plus récentes sur le  Manuscrit Bannatyne suggèrent une rédaction en 1565.
A. MacDonald le démontre dans The Bannatyne Manuscript : a Marian Anthology, (IR xxxvii (1986), 36-47)), et Michael Lynch met en évidence l'importance de la poésie amoureuse datant de l'époque du mariage royal entre Mary I et Lord Darnley. (Lynch, M., A New History of Scotland, Pimlico, 1991, p. 213).